# Nonostante tutto continuiamo a giocare a calcetto
Nonostante tutto continuiamo a giocare a calcetto è il secondo album del cantante italiano Pier Cortese, pubblicato nel 2009.

## Tracce
1. Grazie – 3:28
2. Cambio – 3:48
3. Buona fortuna – 3:47
4. Più o meno contento – 3:19
5. Hai solo bisogno di cash – 3:19
6. Ercole – 3:15
7. No – 2:55
8. Bla bla bla – 3:03
9. Don't Let Me Down – 3:26
10. Le certezze – 3:27
11. Sono solo un uomo – 3:17